# Chiese di Novate Milanese

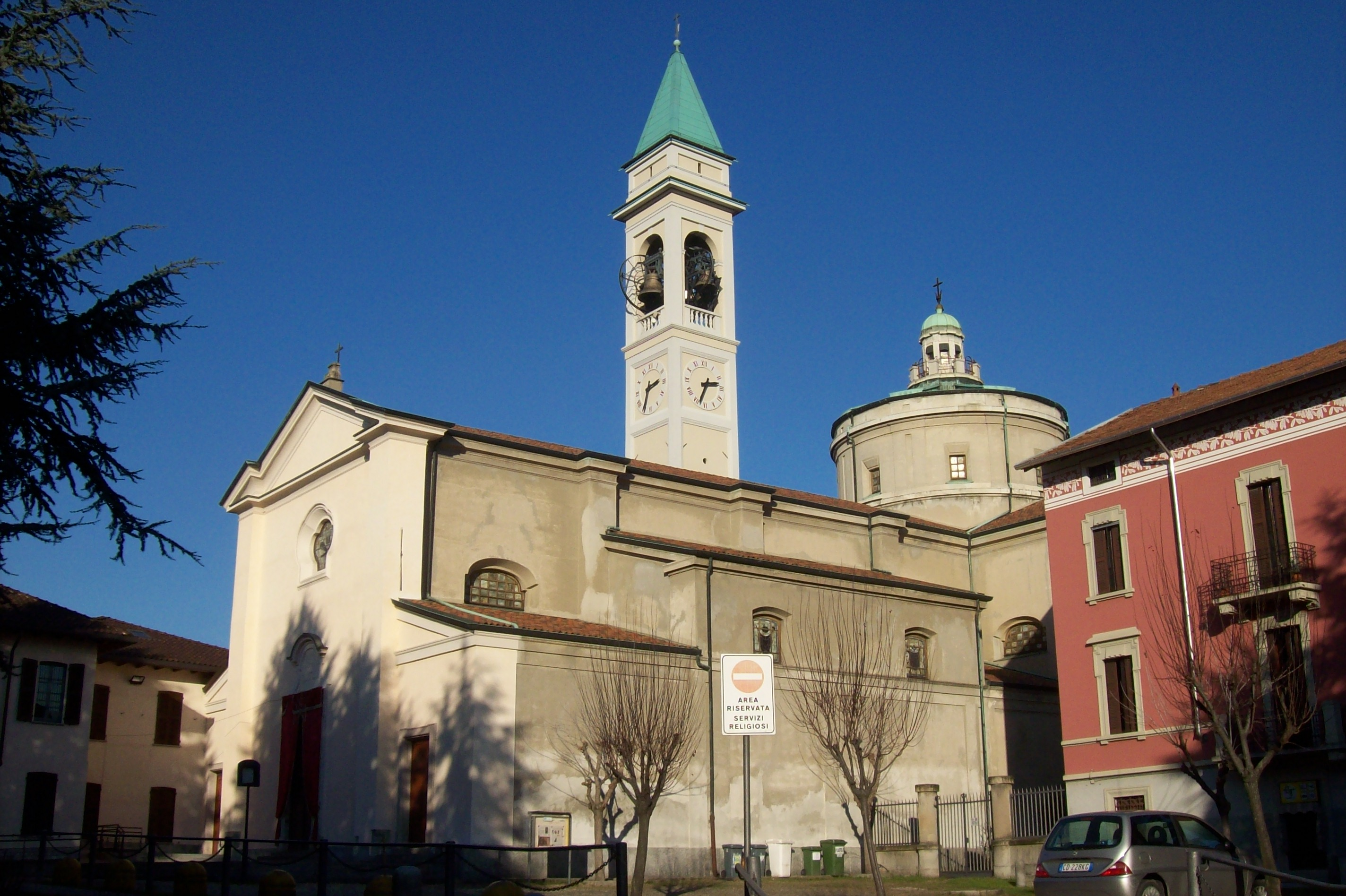
La chiesa dei Santi Gervaso e Protaso, patroni di Novate Milanese

Le chiese di Novate Milanese sono gli edifici di culto cristiani situati nella città di Novate Milanese. Le chiese della città fanno parte dell'arcidiocesi di Milano e specialmente al decanato di Bollate, quest'ultimo appartenente alla zona pastorale IV di Rho. Tutte le chiese novatesi osservano il rito cattolico ambrosiano.
La storia degli edifici religiosi novatesi affonda le sue radici nella prima metà dell'XI secolo, con le prime notizie di quella che a seguito di numerosi rimaneggiamenti e ricostruzioni sarebbe divenuta la chiesa parrocchiale dei santi patroni cittadini, i martiri Gervaso e Protaso. Nel corso dei secoli seguenti, le fonti storiche hanno provato l'esistenza di ulteriori edifici religiosi in seguito scomparsi, tra i quali figurano una chiesa dedicata a san Dionigi Vescovo ed una dedicata a san Bartolomeo. Accanto alle chiese, Novate Milanese annovera tra gli edifici religiosi due oratori ancora esistenti, uno dedicato ai santi Nazario e Celso ed uno dedicato a san Giuseppe, oltre a due antichi oratori non più esistenti, uno dedicato sant'Ambrogio e l'altro detto oratorio della Madonnina, probabile ricostruzione del primo.
Nel corso del Novecento, per fare fronte alle crescenti esigenze della popolazione, sono state erette nelle città le due chiese parrocchiali dedicate alla Sacra Famiglia e a san Carlo Borromeo.
A Chiesa dei Santi Gervaso e Protaso'"`UNIQ--ref-0000000E-QINU`"'
B Chiesa della Sacra Famiglia
C Chiesa di San Carlo Borromeo
D Oratorio dei Santi Nazario e Celso (uso civico)

## Chiese esistenti

### Chiesa dei Santi Gervaso e Protaso

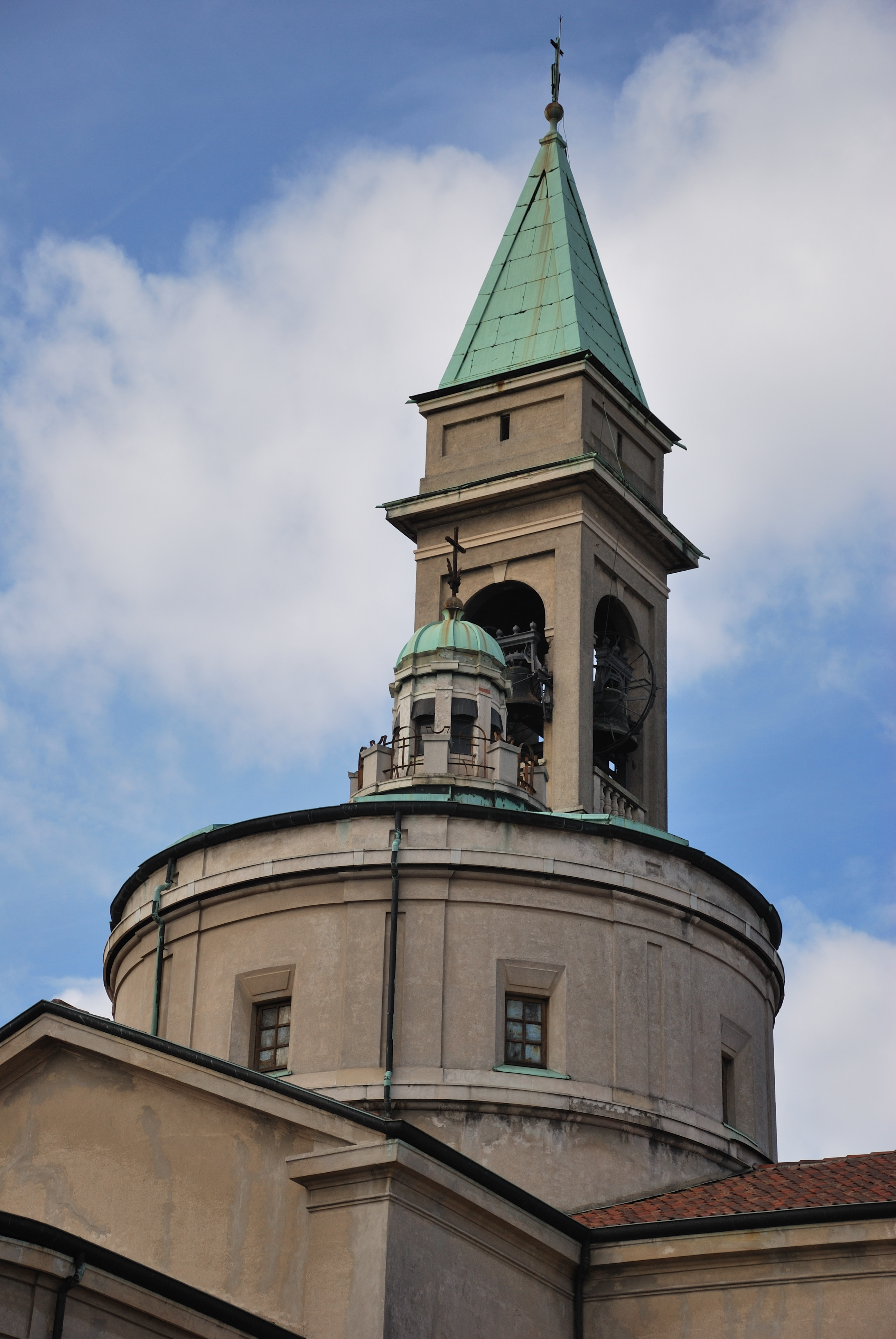
La porzione posteriore della cupola e del campanile

La chiesa dei Santi Gervaso e Protaso è la chiesa principale di Novate Milanese. Situata nel pieno centro cittadino, rappresenta anche il più antico edificio religioso novatese in funzione: le prime notizie certe sull'esistenza della chiesa risalgono al 1042, benché notizie più dettagliate su di essa si ebbero solo con la visita del cardinale Carlo Borromeo, avvenuta il 25 e 26 luglio del 1573. La chiesa, a pianta quadrangolare, si presentava rivolta verso oriente, con ingresso principale sul lato occidentale e due ingressi supplementari posti sul lato meridionale; di essi, quello più vicino all'altare era riservato agli uomini, mentre quello più distante era riservato alle donne, le quali dovevano prendere posto al fondo dell'edificio.
Sulla sinistra dell'edificio trovava posto il Battistero, mentre sulla destra si estendeva un piccolo cimitero, al di là del quale sorgeva l'antica chiesa dedicata a San Dionigi (quest'ultima risalente a fine del Duecento e demolita intorno al 1588, proprio per consentire l'ampliamento della Chiesa dei Santi Gervaso e Protaso). Al termine della visita, il cardinale Borromeo ordinò una serie di opere di ampliamento della chiesa, tra cui la creazione di un'abside unica al posto della precedente coppia di cappelle e la realizzazione di una nuova sagrestia; tali interventi sarebbero stati posti a carico dei novatesi più abbienti e delle confraternite locali. Gli interventi di ristrutturazione, secondo i documenti del tempo, sarebbero terminati nel 1592, dando vita ad un nuovo edificio provvisto di due cappelle laterali: quella di destra era dedicata a Maria Vergine, quella di sinistra era invece dedicata a san Dionigi, in ricordo della chiesetta a lui dedicata che dovette essere demolita.
Successive trasformazioni dell'edificio risalgono al 1613, quando la chiesa fu ulteriormente ampliata con la costruzione di tre cappelle a pianta quadrata: quella più grande e in posizione centrale era dedicata ai patroni Gervaso e Protaso, le due laterali erano entrambe dedicate a Maria (specialmente, quella di sinistra era detta "dei Sette Dolori" ed era qui che officiava la Confraternita della Natività della Vergine Maria). Analogamente alle cappelle, anche il campanile si presentava a base quadrata ed era collocato alla sinistra della sagrestia (quest'ultimo fu oggetto di successivi interventi nel 1950 e nel 1953, consistiti nell'innalzamento e ampliamento del concerto di campane, passate da tre a cinque)

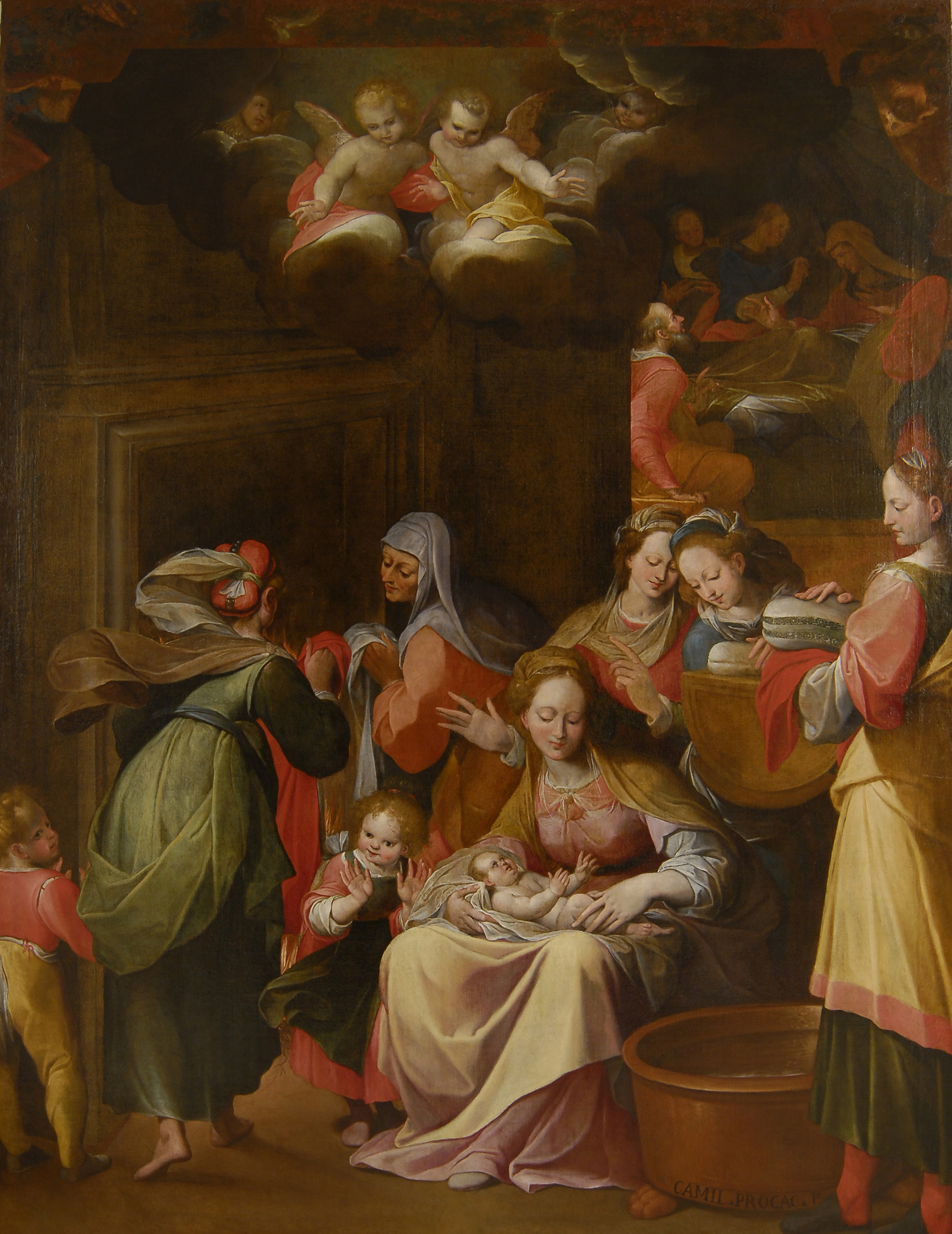
La tela seicentesca Natività della Vergine di Camillo Procaccini, conservata nella chiesa

All'esito degli ultimi ampliamenti, la chiesa si presenta a forma di croce latina, a tre navate, realizzate da una serie di colonne binate in marmo di Giaveno, con l'ulteriore presenza di un vasto transetto terminante in due cappelle laterali, una vasta abside affiancata da due piccole cappelle laterali, due ampi vani adibiti uno a sagrestia ed uno a penitenzieria, una cupola alta 27 metri, un organo del 1959 dotato di 1700 canne e 37 registri e, ancora, una vasta cripta sottostante la parte anteriore della chiesa ed un elevato campanile di circa 50 metri d'altezza. Dalla parete di sinistra della chiesa ai accede, per mezzo di una porta seminascosta, all'antico oratorio di San Giuseppe, il cui lato maggiore aderisce al fianco sinistro della chiesa. Nella chiesa è inoltre conservata la tela Natività della Vergine, dipinta nel 1618 da Camillo Procaccini.

### Chiesa della Sacra Famiglia
La storia della chiesa della Sacra Famiglia ebbe inizio nel 1954, quando Teresa Picozzi-Catilina donò un appezzamento di terreno di oltre 5000 m², da destinare alla costruzione di una chiesa che potesse soddisfare le esigenze del quartiere in via di espansione tra Novate Milanese e Baranzate.
La chiesa, costruita dalla ditta Corsi di Novate su progetto dell'architetto Don Enrico Villa, venne inaugurata il 4 luglio 1959 e, due anni più tardi, fu eretta canonicamente la parrocchia della Sacra Famiglia. Il 15 maggio 1966 fu inaugurata la grotta della Madonna di Lourdes nel piazzale antistante la chiesa, nel 1971 il nuovo centro parrocchiale e nel 1982 i campi da basket e pallavolo, costruiti dalla comunità parrocchiale.
L'edificio si presenta a campata unica con tetto a falda; nella nicchia centrale, dietro ad un piccolo altare in marmo, si trova un affresco raffigurante la Famiglia di Nazareth con due angeli ai lati. Sopra le porte d'accesso alla sacrestia trovano posto altri due piccoli affreschi raffiguranti la Sacra Famiglia. La chiesa è poi arricchita da una serie di otto tele raffiguranti disparate vicende tratte dall'Antico e dal Nuovo Testamento, dipinte da Cesare Rovagnati negli anni '90. La narrazione inizia con La Creazione del Mondo, vicino all'altare, e si sviluppa nei primi quattro quadri illustrando i principali temi dell'Antico Testamento con uno stile pittorico naïf. La seconda tela, La Negatività, raffigura l'espulsione dal Paradiso Terrestre, il Diluvio universale e la Torre di Babele; un arcobaleno rappresenta la speranza e collega idealmente il terzo quadro, Dio chiama Abramo, che mostra l'apparizione di Dio ad Abramo, il sacrificio di Isacco e il sogno di Giacobbe. Il quarto quadro affronta il tema di Mosè con la fuga dall'Egitto, la consegna delle Tavole della Legge e l'arrivo nella Terra Promessa.
Sulla parete laterale destra, vicino alle porte d'ingresso, è rappresentato il primo quadro del ciclo del Nuovo Testamento, Il Battesimo di Gesù: una colomba in volo collega la natività al battesimo di Cristo, trasformandosi da uccello ad angelo; il fiume Giordano diventa il lago di Tiberiade, mentre il racconto prosegue con la chiamata degli Apostoli. Il quadro successivo è intitolato Le Beatitudini: al centro del dipinto sorge un monte e due mani che si aprono dal cielo ad indicare, sulla sinistra, il seminatore ed il buon samaritano, mentre sulla destra i miracoli di Gesù. Nella tela successiva viene illustrata l'Ultima Cena, con la tavola al centro del dipinto, posta tra le raffigurazioni dell'ingresso in Gerusalemme e il bacio di Giuda con la cattura di Cristo. L'ultimo quadro, in prossimità dell'altare, rappresenta "La Morte e la Resurrezione di Cristo", con un cielo oscuro che si lacera aprendosi alla luce, raffigurante la Resurrezione. Gli interni della chiesa sono completati dalle tappe della Via Crucis in terracotta e dal crocifisso in legno, realizzato da un gruppo di artigiani del Trentino Alto-Adige.
Tra il 2017 e il 2018, la facciata della chiesa fu oggetto di un parziale riammodernamento consistito nella realizzazione di facciata supplementare, destinata a vestibolo.

### Chiesa di San Carlo Borromeo
La chiesa di San Carlo Borromeo sorge nel quartiere nord di Novate: qui, una prima cappellina dedicata a san Carlo Borromeo venne aperta già l'8 dicembre 1965 all'interno di un locale concesso in uso gratuito dalla Cooperativa Casa Nostra in via Andrea Costa 34.
Fu questo il luogo in cui vennero ospitate le celebrazioni fino al Natale del 1978, quando fu completata la costruzione di una nuova palazzina con abitazione del sacerdote, con annessi cappella ed oratorio provvisori, in attesa della realizzazione, su terreno donato agli inizi degli anni Sessanta da Ernesta Venino, del nuovo centro religioso completo.
Il 15 agosto 1982 venne costituita la parrocchia di San Carlo Borromeo e dieci anni più tardi, nel 1992, ebbero inizio i lavori per la costruzione della nuova chiesa. L'edificio venne completato nel 1994 e il 3 settembre di quell'anno venne celebrata la prima messa. Il 4 novembre successivo, nella festa di san Carlo, ebbe luogo l'inaugurazione ufficiale ed il 28 settembre di due anni dopo, il cardinale Carlo Maria Martini dedicò la nuova chiesa a Dio e a san Carlo Borromeo.
La chiesa fu progettata dall'architetto Angelo Galesio, personaggio che segnò nel profondo la fisionomia di Novate. Il modello ispiratore fu quello della capanna, di forte richiamo simbolico e storico. Nell'insieme, la chiesa è costruita prevalentemente in cemento armato e mattoni a vista e ha una superficie di 1058 m², tenendo conto della sagrestia e della cappella laterale, con campate di altezza variabile tra 7 e 16 metri.
L'edificio si presenta a navata unica, per accrescere il senso di accoglienza, con una imponente vetrata che si apre nella parete di fondo e che colpisce immediatamente l'occhio dell'osservatore, opera questa dell'artista trentino Glauco Baruzzi.
Al di sopra dell'altare è posto un grande crocifisso in noce, opera dello scultore Giuseppe Mariani, che intende rappresentare Cristo in croce e Cristo risorgente, secondo l'antica teologia della Croce. Altare, pulpito e battistero sono tre giganteschi blocchi di granito, selezionati direttamente da una cava in Val d'Ossola, a Baveno. Dello stesso materiale sono pure il tabernacolo, lo schienale della sedia presidenziale e le tre acquasantiere.
Sulla parete dietro l'altare è poi presente un quadro di san Carlo Borromeo, realizzato dall'artista Gabriella Biffi, mentre la statua in legno della Madonna con il Bambino è stata realizzata dalla Scuola Beato Angelico di Milano.
Come desiderato in vita da Giovanni Testori, a partire dal decennale della sua morte la chiesa di San Carlo Borromeo ospita quattro tele del pittore giapponese Kei Mitsuuchi, appartenute allo stesso Testori, che vanno a comporre un ciclo di opere sulla vita di Gesù, intitolate rispettivamente Crocifissione, Salita al Calvario, Deposizione e Cristo deposto.
Nella chiesa è infine presente un imponente organo risalente al 1828, realizzato da Gaspare Chiesa per la chiesa parrocchiale di San Pietro a Castelveccana, in provincia di Varese. Qui, l'organo fu sostituito con un altro esemplare e di conseguenza abbandonato nelle cantine della canonica, fino a quando verrà notato da un cittadino novatese e acquistato dal comune. Una volta giunto a Novate Milanese, l'organo viene restaurato con il contributo di professionisti locali e installato nella chiesa di San Carlo Borromeo, all'interno di un piano rialzato posto sopra l'altare.

### Oratorio dei Santi Nazario e Celso

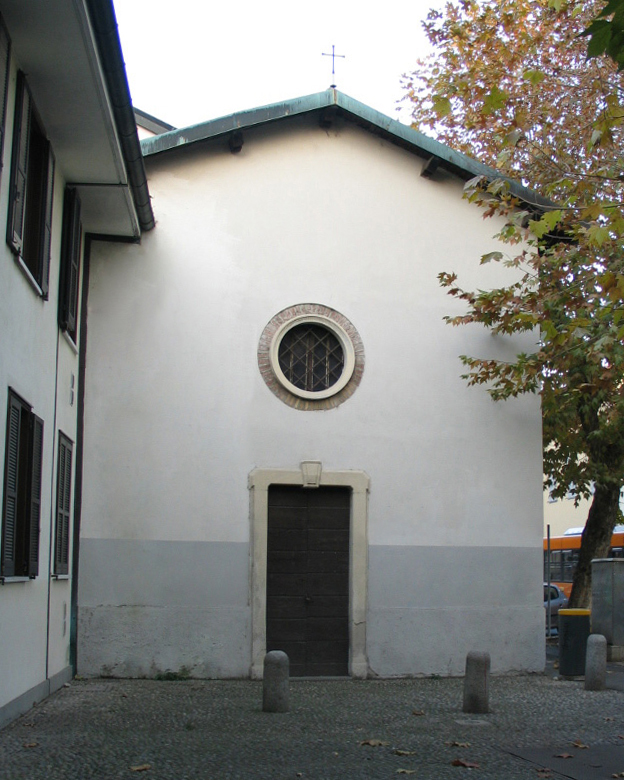
La facciata dell'oratorio nel 2005

L'antico oratorio cinquecentesco dedicato ai santi Nazario e Celso è comunemente noto con l'appellativo milanese Gesiö e sorge nella moderna via Roma, un tempo denominata via della Misericordia, all'intersezione con via Garibaldi.
La costruzione dell'edificio risale alla prima metà del 1500, in esecuzione delle volontà testamentarie del senatore ducale Bernardino Busti, facoltoso signore di Milano, dottore in diritto e giureconsulto collegiato a partire dal 1489. Egli, colpito dalla peste, il 28 maggio 1529, a Lodi, dettò il proprio testamento al notaio direttamente dal balcone della camera da letto: con questo lasciava tutti i propri beni al Luogo Pio Elemosiniero della Misericordia di Milano, uno dei più antichi istituti di pubblica beneficenza della città.

Lo stemma della famiglia Busti, come raffigurato in un affresco all'interno dell'oratorio

Nel testamento, Bernardino Busti impose al Luogo Pio la ricostruzione della cappella novatese dedicata a San Celso, con l'onere aggiuntivo di costruirvi accanto un'abitazione per un sacerdote o un cappellano, il quale avrebbe dovuto celebrare ogni giorno, in perpetuo, in quella chiesa, una messa a suffragio dell'anima del testatore e dei suoi defunti.
La dedica dell'oratorio a San Celso sembrerebbe essere dovuta al fatto che una trentina di anni prima della stesura delle sue ultime volontà il Busti, come testimoniato da una bolla di Papa Alessandro VI, avesse ricevuto in affitto diverse terre di Novate (divenute successivamente sue proprietà), dal monastero milanese di San Celso.
L'oratorio ospita alcune opere d'interesse storico-artistico tra cui i due dipinti seicenteschi Madonna con il Bambino e i Santi Nazario e Celso, di Paolo Camillo Landriani, e Apparizione di Gesù Bambino a Sant'Antonio da Padova.
L'edificio divenne di proprietà del comune nel 1992, mentre gli arredi sacri e le opere artistiche sono rimaste proprietà delle istituzioni pubbliche di assistenza e beneficenza. Nel corso di un profondo intervento di restauro, conclusosi con la riapertura alla cittadinanza nel settembre 2023, vennero riscoperte alcune particolarità artistiche architettoniche come un affresco cinquecentesco raffigurante lo stemma della casata del Busti, un'edicola dismessa con uno sfondo dipinto naïf, un'antica pavimentazione in cotto emersa sotto quella in legno e infine un intero vano interrato di cui si ignorava l'esistenza.

### Antico oratorio di San Giuseppe

Il posizionamento dell'antico oratorio di San Giuseppe

Benché strutturalmente accorpato alla chiesa dei Santi Gervaso e Protaso, l'antico oratorio dedicato a San Giuseppe è ancora esistente e direttamente comunicante con la chiesa principale attraverso una piccola porta sul fianco destro della chiesa.
L'oratorio sorge in quella porzione di terra dove originariamente era eretta la primitiva chiesa di San Protaso, oggetto della visita di Carlo Borromeo del 1573. La sua costruzione è fatta risalire a poco prima del 1741 e fu finanziata dall'abate Giuseppe Rancati, canonico della basilica dei Santi Apostoli di Milano, da cui probabilmente derivò il nome.
Con la ristrutturazione della chiesa dei Santi Gervaso e Protaso del 1620, il nuovo edificio si ritrovò addossato all'antico oratorio di San Giuseppe, nella quasi interezza del fianco sinistro della chiesa principale e precisamente fino al punto in cui la navata centrale si incrociava con il transetto.
L'oratorio si presenta a pianta rettangolare, della dimensione di 13,5 × 6 m: lungo il fianco destro trova posto un altare con paliotto lavorato in scagliola, il quale ospita una raffigurazione di san Giuseppe. Sono inoltre presenti due lapidi: una prima dedicata a Carlo Villa, due volte podestà di Milano, nonché possessore di alcuni terreni novatesi, e una seconda, risalente al 1895, che tiene traccia di come l'originaria struttura fatta erigere dall'abate Rancati fosse andata in rovina, per essere circa centocinquant'anni più tardi ricostruita dall'allora parroco Francesco Bianchi, con il supporto economico dei fedeli novatesi.

## Chiese demolite

### Chiesa di San Dionigi Vescovo

Pianta dell'antica chiesa di San Dionigi

L'esistenza della chiesa dedicata a san Dionigi (o san Dionisio) è provata già dalla fine del Duecento: essa sorgeva a fianco della chiesa dei Santi Gervaso e Protaso, sulla destra di quest'ultima e dell'antico cimitero, e possedeva una pianta rettangolare di circa 13 metri di lunghezza e 9 di larghezza. Sulla parete di fondo si apriva una cappella mentre sul lato opposto si apriva la porta di ingresso, preceduta fuori dalla chiesa da una struttura porticata. Un ingresso minore, sulla sinistra, metteva in collegamento la chiesa con l'antico cimitero di Novate, mentre sul lato destro si aprivano due finestrelle.
La chiesa di San Dionigi Vescovo è stata abbattuta intorno al 1588 per consentire le opere di ampliamento della chiesa dei Santi Gervaso e Protaso, conclusesi nel 1592. A seguito dell'ampliamento, quest'ultima chiesa presenterà due cappelle laterali ed una di queste sarà dedicata proprio a san Dionigi, per compensare la demolizione della precedente chiesa.

### Chiesa di San Bartolomeo
Di una chiesa dedicata a San Bartolomeo sul territorio novatese si ha la certezza a partire dal 1398, anno in cui la chiesa figura, unitamente alla chiesa dei Santi Gervaso e Protaso, all'interno del Notitia Cleri Mediolanensis da anno 1398 circa ispsius immunitatem, un particolare codice cartaceo del tardo Trecento e che inquadra i possedimenti ecclesiastici milanesi in quell'anno.
La chiesa di San Bartolomeo risultava al tempo essere una delle dieci cappelle facenti parti della circoscrizione territoriale della canonica di Bollate, che nel complesso vedeva occupate dodici persone; nell'anno 1398 il bilancio parrocchiale ammontava a 2 lire, 4 soldi e 9 danari. Della chiesa non si hanno più notizie dopo il 1530 circa.

### Oratorio di Sant'Ambrogio Vescovo
La costruzione dell'oratorio dedicato a sant'Ambrogio può essere fatta risalire all'incirca al 1530, ma notizie certe della sua esistenza si hanno unicamente per l'arco temporale tra il 1632 e il 1688. A livello colloquiale era detto "in via" per il fatto che sorgeva sulla via che collegava Novate e Bollate, all'altezza di quella che alcuni secoli più tardi sarebbe divenuta via Vittorio Veneto.

### Oratorio della Madonnina
Dalla relazione dell'allora curato di Novate Giovan Battista Piazzi, datata 1709, si è accertata l'esistenza di un oratorio detto "della Madonnina" che per la sua ubicazione è probabilmente una ricostruzione dell'oratorio dedicato a sant'Ambrogio.
Tuttavia, nei documenti relativi alle successive visite pastorali del 1741 e del 1747 non verrà fatta più alcuna menzione di tale oratorio, che verosimilmente avrà cessato di esistere prima del 1741.